# Gardens (Le Cap)
Pour les articles homonymes, voir Garden.

Situation du quartier

Carte détaillée des rues du quartier

Gardens (ou The Gardens qui signifie les jardins) est un quartier du City Bowl, le centre-ville du Cap en Afrique du Sud. Le quartier des jardins est situé directement en dessous de la montagne de la Table et de Lion's Head. Il a pour cœur l'ancien potager créé par Jan van Riebeeck en 1652 et qui devait servir à fournir en produits frais les navires en route pour les Indes via le cap de Bonne-Espérance.

Quartier aisé et branché, agrémenté de nombreux restaurants chics, d'hôtels (dont le célèbre Mount Nelson Hotel), de lofts et de boutiques, c'est un endroit apprécié des jeunes créatifs, des agences de mannequins et des compagnies de production et d'édition.

## Démographie
Selon le recensement de 2011, le quartier compte 7 960 résidents, principalement issus de la communauté blanche (64,76 %). Les noirs représentent 23,48 % des habitants tandis que les coloureds, population majoritaire au Cap, représentent 7,20 % des résidents.
Les habitants sont à 60,37 % de langue maternelle anglaise, à 25,29 % de langue maternelle afrikaans et à 3,57 % de langue maternelle xhosa.

## Historique
En 1652, Jan van Riebeeck établit au Cap une station de ravitaillement pour approvisionner en produits frais les navires franchissant le cap de Bonne-Espérance. Il fait établir dans ce but un potager confié à Hendrik Boom, maître jardinier de la Compagnie néerlandaise des Indes orientales. L'emplacement choisi est un espace proche de la rivière (situé près de l'actuelle Grand Parade). En quelques années, ce potager s'étale sur 18 hectares et peut pourvoir en produits frais les navires britanniques et néerlandais ancrés dans le port du Cap. Il est ensuite progressivement converti en jardin botanique puis en jardin d'ornement, bien que la culture de légumes perdure durant encore plusieurs années. Durant le mandat de Simon van der Stel, les citronniers de la partie supérieure de l'actuelle Adderley Street sont remplacés par des chênes.
Ce jardin constitue de nos jours Company's Garden (le jardin de la compagnie) où on trouve le plus vieil arbre cultivé d'Afrique du Sud, planté peu après l'arrivée de Jan van Riebbeck au Cap.

## Politique
Le quartier est un bastion politique de l'Alliance démocratique (DA) situé dans le 16ème arrondissement (subcouncil) du Cap et dans deux  wards: 
- le ward 77 : Tamboerskloof, Vredehoek, Oranjezicht, Signal Hill, Schotsche Kloof et Gardens (ouest de New Church Street, ouest de Roeland Street, est de Harrington Street et de Buitenkant Street, nord de Jutland Road). Le conseiller municipal du ward est Brandon Golding (DA)[2].
- le ward 115 : Gardens (ouest de Maynard Street, sud de Glynn Street, est de Buitenkant Street, nord de Wesley Street , ouest de Upper Orange Street et nord de Camp Street), Three Anchor Bay (partiellement), Mouille Point, Green Point, Paarden Eiland (partiellement), Salt River (partiellement), Zonnebloem (partiellement), Foreshore, Cape Town City Centre et Woodstock (partiellement). Le conseiller municipal du ward est, depuis 2016, Dave Bryant (DA)[3].

## Points d'intérêts
- La première statue érigée en Afrique du Sud, celle de George Grey, se trouve devant la Public Library.
- Le South African Museum (1825)
- Le Jewish museum située dans la plus ancienne synagogue d'Afrique australe (1862)
- Le Planetarium
- Le National Art Gallery
- Le Michaelis School of Fine Art.